# 拙公和尚
拙公和尚（越南语：／；1590年—1644年），俗姓李，幼名新蓮，法名圓炆，法號拙拙（越南语：／），習稱拙公。佛教臨濟宗第三十四代傳人，越南北方臨濟宗开山祖師，拙公禪派的創立者。
拙公是明朝福建漳州府海澄縣人。15歲時在漸山寺出家，後拜南山寺德冠陀陀和尚為師。約萬曆三十五年（1607年），拙公前往古眠國（水真臘，今越南南部）弘揚佛法，達16年之久。天啟三年（1623年），拙公從古眠國返回福建老家。大約同年，再次出海，前往廣南國阮主政權治下弘法，受到了阮主阮福源的厚待。在廣南國弘法期間，收了何姓華人弟子明行禪師。約德隆二年（1630年），拙公和弟子明行從順化北上，途經乂安鎮天象寺、清華鎮澤林寺，曾短暫停留講法。德隆五年（1633年），抵達東京奉天府，住持看山寺，宣講佛法，後黎朝上層人物多有拜其為師之人，哲王鄭松之子、谊王鄭梉之弟勇礼公鄭楷甚至讓親生女兒在看山寺出家。
拙公在看山寺做住持不久，就被勇禮公鄭楷送往京北鎮慈山府僊遊縣（今北寧省僊遊縣）佛跡社萬福寺（俗稱佛跡寺）做住持。相傳在唐朝，安南都護高駢在此修建石寺。李朝龍瑞太平四年（1057年），李聖宗在此修建天福寺。陳朝時因避諱“天”字，改為萬福寺。時至後黎朝鄭阮紛爭時期，萬佛寺早已“舊址凋敝”，破敗不堪。拙公認為此地地形獨特，非比尋常，且此寺興建於李朝，與自己俗家姓氏相同，便決意重興萬福寺。拙公從中國帶來了很多佛教典籍，其中包括祭祀超度水、陸孤魂的《水陸諸科》。拙公依據此書，在萬佛寺組建了一個大齋壇，超度亡靈。這一做法受到了後黎朝王公貴族的歡迎，《水陸諸科》也在北河範圍內廣泛傳播。後來，拙公應鄭主鄭梉的要求，曾派弟子明行返回中國“請經”，經書也藏於萬福寺，部分經書還在萬福寺進行了刊刻，刻版至今仍有部分留存。
黎神宗曾向拙公請教佛教問題。鄭梉更賜封拙公為師祖。並為其重修萬福寺附近的少林寺（又名寧福寺，俗稱筆塔寺）。
陽和八年（1642年），筆塔寺修繕完畢，拙公應邀前往擔任住持，兩年後（福泰二年，1644年），拙公在筆塔寺圓寂。黎神宗追封為明越普覺廣濟大德禪師肉身菩薩。
拙公圓寂後，其弟子明行禪師繼而擔任筆塔寺主持，而把萬福寺住持一職交給了明行禪師的弟子，後黎朝公主黎氏玉緣（法號妙慧）。

## 著作
拙公和尚的弟子明行禪師把拙公在越南弘法的法語、問答記錄，編纂為《拙公語錄》，在萬福寺代代相傳。